# Dolcissime
Dolcissime è un film del 2019 diretto da Francesco Ghiaccio.

## Trama
Tre adolescenti (Letizia, Mariagrazia e Chiara) vengono continuamente bullizzate e derise per la loro obesità e decidono di riscattarsi partecipando a una gara di nuoto sincronizzato grazie ad un ricatto fatto alla più bella della classe, Alice.

## Distribuzione
Il film è stato distribuito nelle sale cinematografiche italiane a partire dal 1º agosto 2019.